# Gloria Leonard
Gloria Leonard (ur. 28 sierpnia 1940 w Bronx, zm. 3 lutego 2014 w Waimea) – amerykańska aktorka, scenarzystka i reżyserka filmów pornograficznych, wydawczyni magazynu „High Society”. Była uznaną gwiazdą kina pornograficznego w tzw. Złotej Erze Porno. Występowała także jako Gail Leonard, Gayle Leonard, Aria Ola i C. Gale Leonard.

## Życiorys

### Wczesne lata
Urodziła się w Bronx w Nowym Jorku w rodzinie żydowskiej. Pracowała jako makler papierów wartościowych na Wall Street.
W 1963 wyszła za mąż za Charlesa Leonardi, z którym miała córkę Robin (ur. 1964). Jednak doszło do rozwodu. 3 września 1973 poślubiła Ronalda Kaplana, z którym także wzięła rozwód. 

### Kariera
Jako 35-letnia samotna matka zadebiutowała w filmie dla dorosłych The Opening of Misty Beethoven. Wystąpiła potem w około 40 innych produkcjach, w tym między innymi The Farmer's Daughters (1976), Water Power (1977), Odyssey: The Ultimate Trip (1977) w reżyserii Gerarda Damiano, The Trouble With Young Stuff (1977), All About Gloria Leonard (1978) czy Three Daughters (1986). W 1985 roku otrzymała nagrodę Adult Film Association of America w kategorii „Najlepsza aktorka” w Taboo American Style 1: The Ruthless Beginning (1985). 
W latach 1977–1991 była jednocześnie wydawczynią magazynu dla mężczyzn „High Society”, które było znane z publikowania nagich zdjęć aktorek, m.in. Jodie Foster czy Barbry Streisand.
Po zakończeniu kariery aktorskiej, była znaną działaczką na rzecz przemysłu pornograficznego, biorąc między innym udział w uczelnianych debatach oraz programach telewizyjnych poświęconych tej problematyce prowadzonych m.in. przez Oprah Winfrey czy Howarda Sterna. W latach 1989–1992 pełniła funkcję dyrektora administracyjnego The Adult Film Association of America (AFAA), aż do jego fuzji z Free Speech Coalition, której prezesem została w 1998.
Zagrała postać Joan Patterson w dramacie Just Like Him (1995) u boku Deana Caina. Wystąpiła jako wróżka w komedii fantasy Wishman (1992) z Geoffreyem Lewisem i Brionem Jamesem. Pojawiła się także w serialu CBS Jedwabne pończoszki (Silk Stalkings) jako Audrey Lieberman oraz filmach dokumentalnych, w tym Mondo Sexualis USA (1985), Thrilled to Death (1988), Wadd: The Life & Times of John C. Holmes (1999) i Wrangler: Anatomy of an Icon (2008).

## Życie prywatne
Romansowała z pisarzem Robinem Leachem, dziennikarzem Larrym Kingiem, przedsiębiorcą Tedem Turnerem, aktorem Spaldingiem Grayem (1975). W 1978 roku związała się z reżyserem filmów porno Bobbym Hollanderem. Pobrali się 21 marca 1981, a w 1990 rozwiedli. W 1996 roku urodziła się jej wnuczka Roxanne Felig.
30 stycznia 2014 doznała poważnego udaru mózgu. Zmarła 3 lutego 2014 w Waimea na Hawajach w wieku 73 lat. 

## Nagrody
| Rok  | Nagroda                                 | Kategoria         | Film |
| ---- | --------------------------------------- | ----------------- | --- |
| 1986 | Critics' Adult Film Award               | Najlepsza aktorka | Taboo American Style 1: The Ruthless Beginning (1985) |
| 1986 | Adult Film Association of America Award | Najlepsza aktorka | Taboo American Style 1: The Ruthless Beginning (1985) |
| 1986 | Adult Film Association of America Award | Najlepsza aktorka | Taboo American Style 2: The Story Continues (1985) Taboo American Style: A Mini-Series Part 3 (1985) Taboo American Style 4: The Exciting Conclusion (1985) |
| 1990 | AVN Award                               | AVN Hall of Fame  | – |
| 1997 | XRCO Award                              | XRCO Hall of Fame | – |
| 1997 | Legends of Erotica                      | Legenda erotyki   | – |